# 浮羽町
浮羽町（うきはまち）は、福岡県南東部にあった町、および現在のうきは市における旧同町町域の地域。棚田や筑後川温泉で有名。
2005年3月20日に隣の吉井町と新設合併して市制施行し、うきは市として市制施行したため、自治体としては消滅した。現在、町役場はうきは市民センターおよびうきは市立図書館となり、業務が行われている。

## 地理
福岡県中南部（筑後地方）、福岡市の南東約40km、久留米市中心部から東に約30kmの場所に位置しており、現在のうきは市の中央部・東部・南西部にあたる。町の北部を筑後川が、町の中央部を巨瀬川がそれぞれ東西に流れている。北部は筑後平野の東端部にあたり比較的平坦な地形である。中央部から南部は耳納山地の一角を占めており、山がちな地形である。町の東部は大分県と県境をなしている。
中心部は町の北部にある。

### 隣接していた自治体
- 福岡県
  - 浮羽郡
    - 吉井町（現・うきは市吉井町）
    - 田主丸町（現・久留米市田主丸町）

  - 朝倉郡
    - 杷木町（現・朝倉市）

  - 八女郡
    - 星野村（現・八女市星野村）
- 大分県
  - 日田市
  - 日田郡
    - 前津江村（現・日田市前津江町）

## 歴史
- 1889年（明治22年）4月1日 - 町村制施行
吉井町・福富村・江南村（吉井町 → うきは市）
椿子村（吉井町および浮羽町 → うきは市）
千年村（吉井町・浮羽町および杷木町 → うきは市および朝倉市）
生葉郡浮羽村・姫治村・大石村・山春村（浮羽町 → うきは市）
- 1896年（明治29年）4月1日 - 郡の統合により浮羽郡に所属[1]。
- 1929年（昭和4年）4月1日 - 浮羽村・椿子村が新設合併し、御幸村が発足。
- 1951年（昭和26年）
  - 1月1日 - 御幸村が町制施行し、御幸町となる。
  - 4月1日 - 御幸町が姫治村・大石村・山春村を編入し、同時に浮羽町と改称。
- 1969年（昭和46年）7月1日 - 集中豪雨により巨瀬川の堤防が決壊。隣接する吉井町と合わせて約1300戸が床上、床下浸水[2]。
- 2003年（平成15年）2月14日 - 浮羽郡吉井町と境界変更。
- 2005年（平成17年）3月20日 - 吉井町と新設合併しうきは市となり、同時に浮羽郡も消滅。

## 特産物
- ブドウ、イチゴ、ナシ、カキ、モモ、日本酒

## 交通

### 鉄道路線
- 九州旅客鉄道（JR九州）
  - 久大本線
    - うきは駅 - 筑後大石駅

### 道路

#### 高速道路
- 大分自動車道 杷木ICが最も近い。

#### 一般国道
- 国道210号
  - 道の駅うきは

## 名所・旧跡・観光
- 清水湧水（名水百選）
- 調音の滝公園
- 筑後川温泉
- 平川家住宅
- 賀茂神社
- 浮羽稲荷神社

## 出身有名人
- 竹葉山真邦（元大相撲力士）
- 河北倫明
- 篠原泰之進（新選組隊士、御陵衛士）